# Ascanio Celestini
Pour les articles homonymes, voir Celestini.
Ascanio Celestini, né le 1er juin 1972 à Rome, est un acteur et auteur italien appartenant à la seconde génération du théâtre-récit - appelé aussi théâtre de narration.

## Biographie
Le théâtre-récit, né à la fin des années 1980 dans la lignée de Dario Fo, compte comme autres représentants importants Marco Paolini, Marco Baliani, Laura Curino, Mario Perrotta, Roberta Biagiarelli et Davide Enia. Dans ce paysage pourtant prestigieux, conscient de son talent exceptionnel, Moni Ovadia a écrit: « Marco Paolini et moi jouons à être ce qu'Ascanio Celestini est vraiment. »
Depuis quelques années en effet, Ascanio Celestini fait l'objet d'une large reconnaissance littéraire en Italie, où les textes de ses spectacles sont publiés comme romans par les éditions Einaudi.
Son engagement civique et politique l'a amené à multiplier les activités. Il a notamment réalisé ou soutenu plusieurs documentaires, écrit un album de chansons, écrit des textes courts pour la télévision et a réalisé un film adapté de son roman la Pecora nera -La Brebis galeuse, sorti en France le 20 avril 2011. Son dernier spectacle, « Il razzismo è una brutta storia », lui a été demandé par l'ARCI  dans une campagne de sensibilisation contre le racisme.
Un dossier lui a été entièrement consacré dans le numéro 15 de la revue « Frictions », qui a déjà consacré deux autres dossiers au théâtre-récit (numéros 12 et 13).
Plusieurs de ses textes ont été montés en Belgique au théâtre du Rideau de Bruxelles. La Fabbrica a été créée dans une nouvelle traduction d'Olivier Favier par Charles Tordjman au théâtre Vidy-Lausanne. Il est présenté au Théâtre de la Ville à Paris en janvier 2010. Radio clandestine est en cours de création par Dag Jeanneret au théâtre SortieOuest de Béziers.